# Rimma Petrowna Aldonina

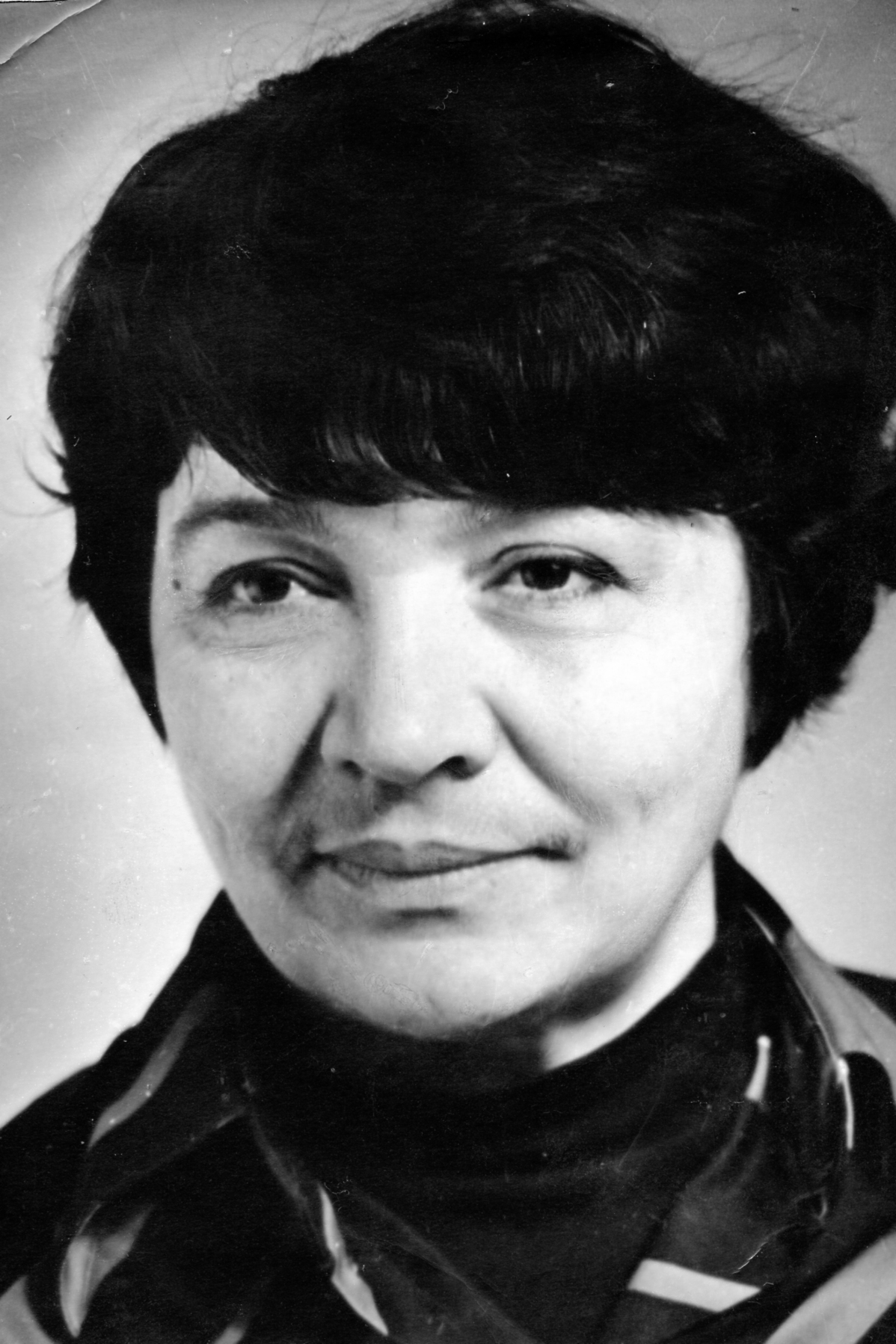
Rimma Petrowna Aldonina (1972)

Rimma Petrowna Aldonina (russisch Римма Петровна Алдонина; * 7. März 1928 in Moskau) ist eine sowjetisch-russische Architektin, Städtebauerin, Schriftstellerin und Dichterin.

## Leben
Aldoninas Vater Pjotr Faddejewitsch Aldonin (1894–1944) war Buchhalter. Zu Beginn des Deutsch-Sowjetischen Krieges wurde er als Reserveoffizier zur Roten Armee eingezogen und starb 1944 im Krankenhaus in Odessa. Ihre Mutter Marija Iwanowna Aldonina (1902–1994) war Krankenschwester. Aldonina studierte am Moskauer Architektur-Institut (MArchI) mit Abschluss 1951.
Nach dem Studium arbeitete Aldonina im Mosprojekt 1 und im Mospromprojekt der Moskauer Architekturplanungshauptverwaltung, wo sie schließlich als einzige Frau in der Geschichte des Mosprojekts Leiterin der Architektur-Werkstatt wurde.
Aldonina war 1956 Mitglied der Architektenunion der UdSSR geworden. 1976 wurde sie gewähltes Mitglied der Geschäftsführung und 1986 Mitglied des Präsidiums der Moskauer Abteilung der Architektenunion.
Viele Projekte Aldoninas wurden nicht realisiert, weil der Wohnungsbau mit Standardwohnungen Vorrang hatte. Es gelang ihr, das Kino Elbrus im Moskauer Rajon Zarizyno zu bauen, das 1969 als bestes Bauwerk ausgezeichnet wurde.
Zusammen mit P. Sinowjew und Oktjabrina Gansowna Lebedewa sanierte Aldonina 1966–1976 den von den Brüdern Leonid, Wiktor und Alexander Wesnin 1930–1937 erbauten konstruktivistischen Sil-Kulturpalast in Moskau, der im Krieg durch Bomben stark beschädigt und dann entsprechend dem Sozialistischen Klassizismus wiederhergestellt worden war. Ohne entsprechenden Auftrag restaurierten sie dabei auch und stellten den ursprünglichen Zustand nach Möglichkeit wieder her, so dass der konstruktivistische Charakter deutlich wurde.
In den nächsten 10 Jahren entwickelte Aldonina zusammen mit K. Sapassow und P. Sinowjew das bedeutende Moskauer Städtebauprojekt zur Bebauung der Nagatino-Uferstraße an der Moskwa mit Wohnblocks unterschiedlicher Höhe mit 10 bis 23 Stockwerken im Moskauer Südlichen Verwaltungsbezirk. Aldonina entwickelte Wohnhochhäuser mit 9, 12 oder 14 Stockwerken, die in Moskau eine weite Verbreitung fanden. An der Moskauer Uliza Bolschije Kamenschtschiki baute sie einen 13-stöckigen Wohnkomplex mit Lärmschutz. Zu ihren weiteren Projekten gehörte die Bebauung der Uferstraße des Chimki-Stausees und die Bebauung des Tuschino-Beckens am Rande des Naturschutzgebiets Tuschino im Moskauer Nordwestlichen Verwaltungsbezirk.
Aldonina hatte 1953 zusammen mit anderen MArchI-Absolventen im Mosprojekt das eigenständige Satirische Musikensemble Kochinor und Reißschiene gegründet und war dort aktiv als Leiterin, Solistin und ständiges Mitglied des Autorenteams bis 2003. Das Ensemble bestand aus zwei Chören, dem Männerchor Kochinor und dem Frauenchor Reißschiene, und kam bald unter das Patronat des Zentralen Hauses der Architekten.
Aldonina schrieb Gedichte und Prosa für Kinder. Ihr erstes Gedicht für Kinder erschien 1986 in der Zeitschrift Kolobok. Während vieler Jahre folgten Veröffentlichungen in den Zeitschriften Kostjor, Mischa und Tramwaj. Nach ihren Gedichten wurden etwa 20 Lieder verfasst. 1997 wurde sie in die Union der Schriftsteller Moskaus aufgenommen. Ihr Puppentheater-Stück Sdrawstwujte! (zusammen mit M. Bartenew) wird seit Jahren in verschiedenen Städten Russlands aufgeführt.
Aldonina war verheiratet mit Grigori Grigorjewitsch Lyssenko und ist geschieden. Ihre Tochter Olga Grigorjewna Sasonowa (* 1955) wurde Architektin.

## Ehrungen, Preise
- Preis des Staatlichen Baukomitees der RSFSR (dreimal)
- Diplom der Moskauer Offenen Sozialakademie (mehrfach)
- Verdiente Architektin der RSFSR (1979)[3]
- Ehrenzeichen der Sowjetunion
- Diplom und Bronzemedaille der Foundation Irina Arkhipova (2001) für das Ensemble Kochinor und Reißschiene
- Nationaler Literaturpreis Solotoje pero Russi (Goldene Feder der Rus) (2015)

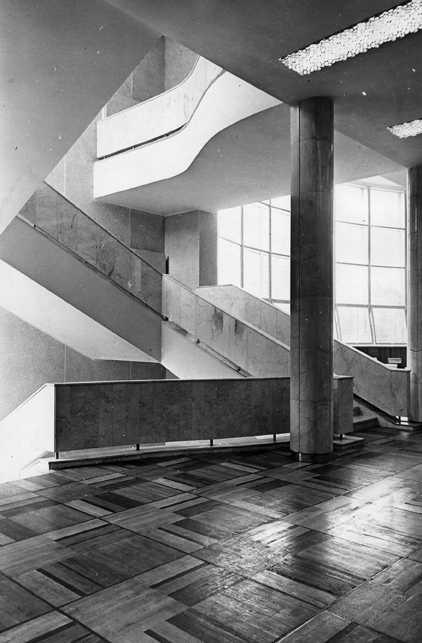
Sil-Kulturpalast nach der Restaurierung: Foyer
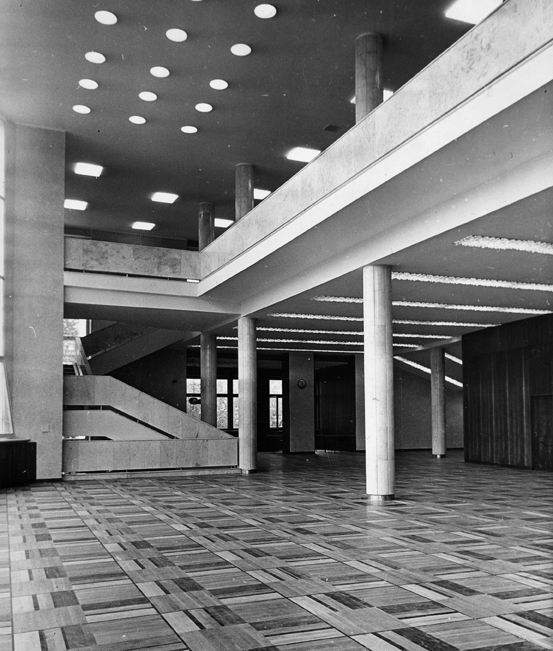
Sil-Kulturpalast nach der Restaurierung: Foyer
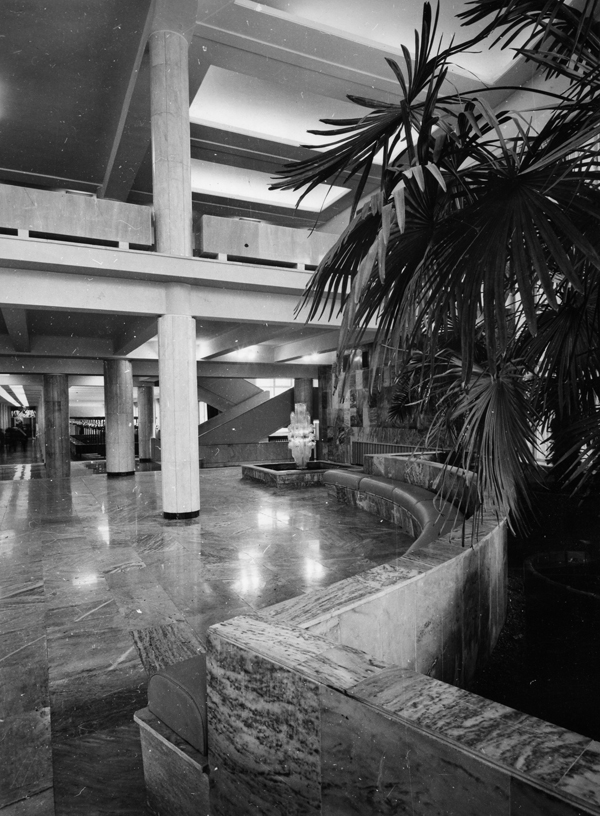
Sil-Kulturpalast nach der Restaurierung: Wintergarten
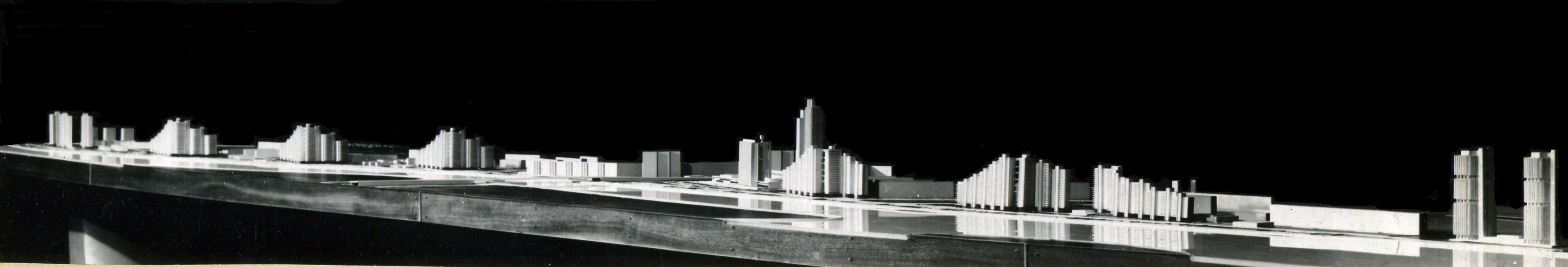
Modell für das Projekt Nagatino-Uferstraße (1972)
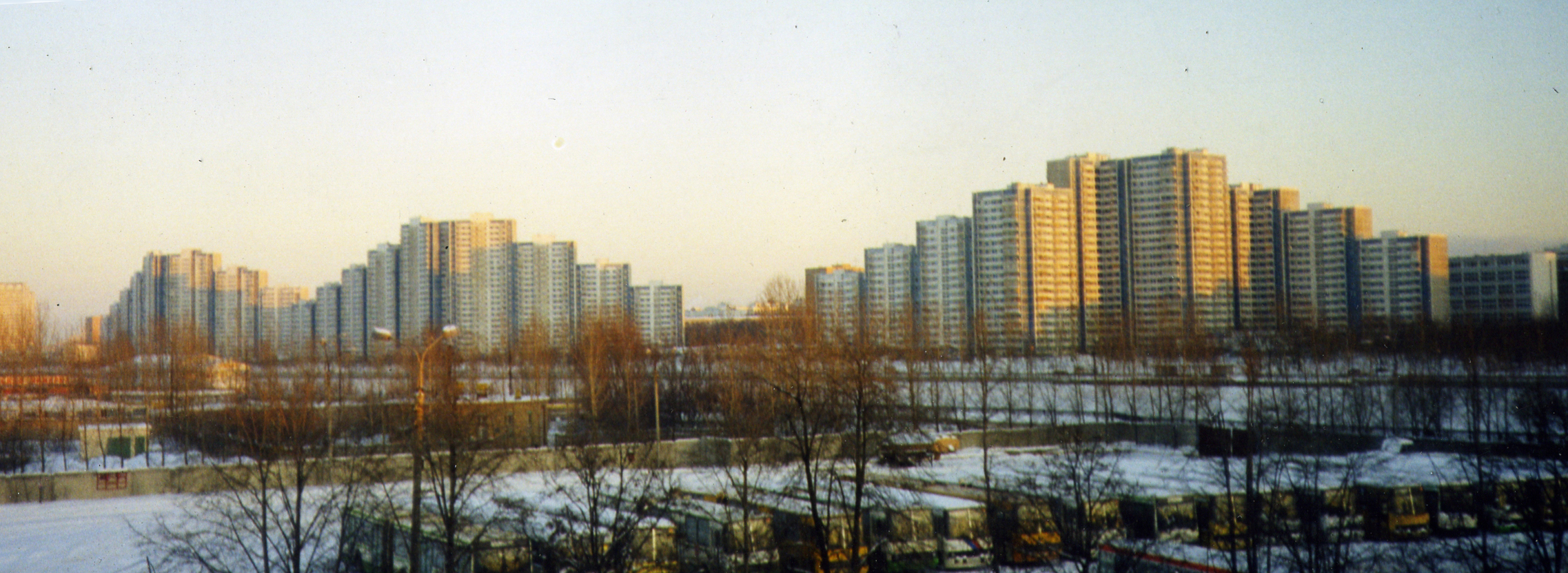
Nagatino-Uferstraße (2011)
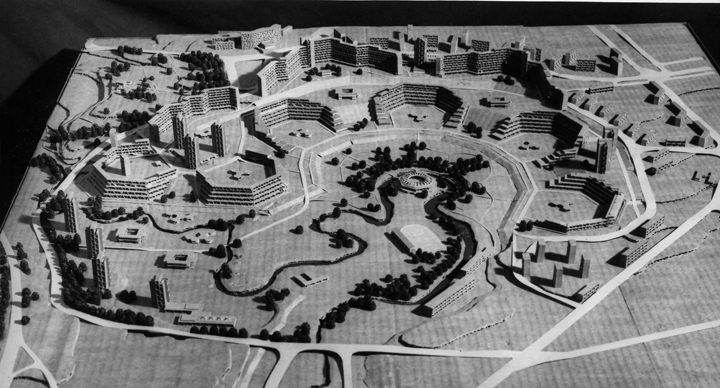
Modell für das Projekt Tuschino-Becken